# Újlüki
Újlüki vagy Kislüki (Iteu Nou), település Romániában, a Partiumban, Bihar megyében.

## Fekvése
Érmelléken, Margittától keletre fekvő település.

## Története
Újlüki Lüki (Iteau) része volt, 1956-ban vált önálló településsé.
1956-ban 255 lakosa volt.
A 2002-es népszámláláskor 162 lakosából 153 román, 7 magyar, 2 cigány volt.